# Ghaleb Moussa Abdalla Bader
Ghaleb Moussa Abdalla Bader (Khirbeh, 22 luglio 1951) è un arcivescovo cattolico giordano, già nunzio apostolico nella Repubblica Dominicana e delegato apostolico a Porto Rico.

## Biografia
Ghaleb Moussa Abdalla Bader è nato il 22 luglio 1951 a Khirbeh, governatorato di Balqa e patriarcato di Gerusalemme dei Latini, nella parte nord-occidentale del Regno Hascemita di Giordania.

### Ministero sacerdotale
Il 4 settembre 1963 è entrato nel seminario minore di Beit Jala.
Ha ricevuto l'ordinazione sacerdotale il 13 giugno 1975, nella chiesa dell'Annunciazione di Maria nel sobborgo di Jabal-Weibdeh (Amman), per imposizione delle mani di Neemah Simaan, vescovo titolare di Termesso, ausiliare di Gerusalemme dei Latini e vicario patriarcale per la Giordania; si è incardinato, ventitreenne, come presbitero del medesimo patriarcato. 
L'anno successivo è divenuto vicario della parrocchia di Cristo Re ad Amman-Misdar e si è iscritto alla Facoltà di diritto di Damasco in Siria, ottenendo il dottorato tre anni dopo.
Nell'agosto del 1979 è divenuto segretario particolare del patriarca di Gerusalemme dei Latini, l'italiano Giacomo Giuseppe Beltritti, e professore nel seminario di Beit Jala.
Dal 1981 al 1986 ha continuato i propri studi di diritto canonico e di filosofia a Roma ed ha partecipato alla traduzione in arabo del nuovo Codice di diritto canonico.
Nel 1988 è divenuto presidente del tribunale ecclesiastico di Gerusalemme e, quattro anni dopo, di quello di Amman, dove è stato pure parroco di Jabal-Weibdeh fino al 1998.
Da quella data si è occupato soltanto del tribunale ecclesiastico, mentre, tra il 1996 e il 2001 è stato consultore del Pontificio consiglio per il dialogo interreligioso.

### Ministero episcopale
Il 24 maggio 2008 papa Benedetto XVI lo ha nominato, cinquantaseienne, arcivescovo metropolita di Algeri, divenendo il primo prelato arabo in quella sede; è succeduto al settantottenne Henri Antoine Marie Teissier, dimissionario per raggiunti limiti d'età dopo vent'anni di governo pastorale. Ha ricevuto la consacrazione episcopale il 17 luglio successivo, nella chiesa del Sacro Cuore di Gesù nel sobborgo di Tla al-Ali (Amman), per imposizione delle mani di Fouad Twal, patriarca di Gerusalemme dei Latini, assistito dai co-consacranti Michel Sabbah, patriarca emerito di Gerusalemme dei Latini, e mons. Teissier, suo predecessore. Come suo motto episcopale ha scelto Confirma fratres tuos, che tradotto vuol dire "Conferma i tuoi fratelli" (Luca 22, 32).
Il 29 giugno 2009, giorno della solennità dei Santi Pietro e Paolo, si è recato presso la basilica di San Pietro in Vaticano, dove il pontefice gli ha imposto il pallio, simbolo di comunione tra la Santa Sede e il metropolita; il giorno seguente è stato ricevuto in udienza assieme agli altri nuovi metropoliti.
Il 12 ottobre 2014 ha partecipato a Sassari alla beatificazione di padre Francesco Zirano, morto martire ad Algeri nel 1603.
Il 2 marzo 2015 si è recato in Vaticano, assieme agli altri membri della Conferenza episcopale regionale del Nordafrica, per la visita ad limina apostolorum, allo scopo di discutere con il pontefice della situazione e dei problemi relativi alla sua arcidiocesi.
Il 23 maggio successivo papa Francesco lo ha nominato, sessantatreenne, nunzio apostolico in Pakistan succedendo ad Edgar Peña Parra, trasferito alla nunziatura apostolica in Mozambico il 21 febbraio precedente; contestualmente gli è stata assegnata la sede titolare Matara di Numidia con dignità di arcivescovo, a titolo personale.
Il 23 gennaio 2017 è stato ricevuto in udienza dal papa, che il 24 agosto successivo lo ha nominato, sessantaseienne, nunzio apostolico nella Repubblica Dominicana e delegato apostolico a Porto Rico; è succeduto a Jude Thaddeus Okolo, trasferito alla nunziatura apostolica in Irlanda il 13 maggio precedente.
È stato nuovamente ricevuto in udienza il 22 giugno 2019 ed il 17 giugno 2021.

## Genealogia episcopale e successione apostolica
La genealogia episcopale è:
- Cardinale Scipione Rebiba
- Cardinale Giulio Antonio Santori
- Cardinale Girolamo Bernerio, O.P.
- Arcivescovo Galeazzo Sanvitale
- Cardinale Ludovico Ludovisi
- Cardinale Luigi Caetani
- Cardinale Ulderico Carpegna
- Cardinale Paluzzo Paluzzi Altieri degli Albertoni
- Papa Benedetto XIII
- Papa Benedetto XIV
- Papa Clemente XIII
- Cardinale Enrico Benedetto Stuart
- Papa Leone XII
- Cardinale Chiarissimo Falconieri Mellini
- Cardinale Camillo Di Pietro
- Cardinale Mieczysław Halka Ledóchowski
- Cardinale Jan Maurycy Paweł Puzyna de Kosielsko
- Arcivescovo Józef Bilczewski
- Arcivescovo Bolesław Twardowski
- Arcivescovo Eugeniusz Baziak
- Papa Giovanni Paolo II
- Patriarca Michel Sabbah
- Patriarca Fouad Twal
- Arcivescovo Ghaleb Moussa Abdalla Bader

La successione apostolica è:
- Arcivescovo Paul Desfarges, S.I. (2009)
- Arcivescovo Benny Mario Travas (2015)
- Vescovo Tomás Alejo Concepción (2021)